# Temnolistke
Temnolistke (znanstveno ime Melanophyllum) so rod gliv iz družine kukmark (Agaricaceae).

## Seznam temnolistk Slovenije[3]
- zelenolistna temnolistka (Melanophyllum eyrei)
- bodičasta temnolistka (Melanophyllum haematospermum)